# Jarosław Wenta
Jarosław Wenta (ur. 12 kwietnia 1955 w Czarnem) – polski historyk, profesor w Instytucie Historii i Archiwistyki Uniwersytetu Mikołaja Kopernika w Toruniu (historia średniowieczna i nauki pomocnicze historii), kierownik Centrum Mediewistycznego.

## Życiorys
Tytuł naukowy profesora uzyskał w 2003. W 2010 otrzymał stanowisko profesora zwyczajnego.
Był stypendystą m.in. Fundacji Lanckorońskich (Wiedeń, Watykan), DAAD (Getynga, Herzog August Bibliothek Wolfenbüttel, Monumenta Germaniae Historica w Monachium), Fundacja im. Alexandra von Humboldta (Getynga, MGH Monachium, Münster, Niemiecki Instytut Historyczny w Paryżu).
W 2015 bezskutecznie kandydował do Sejmu z listy Nowoczesnej.

## Twórczość naukowa
Autor około 190 publikacji, w tym autor, współautor, wydawca lub współwydawca 15 książek.
Wydawca serii Centrum Mediewistycznego Wydziału Nauk Historycznych Uniwersytetu Mikołaja Kopernika w Toruniu: Subsidia historiographica, Scientiae auxiliares historiae, Sacra bella septentrionalia, Spatia Mediaevalia.

## Członkostwo w korporacjach naukowych
1. Societas Humboldtiana Polonorum[5]
2. Polskie Towarzystwo Heraldyczne (członek założyciel)
3. Mediävistenverband e.V.[6]
4. Programming Committe (od 2004 r.), odpowiedzialny za obszar Europy Środkowej i Wschodniej International Medieval Congress[7], Leeds (UK)
5. Rady Naukowej rocznika Jahrbuch Oswald von Wolkenstein Gesellschaft[8], odpowiedzialny za obszar historia średniowieczna (Reichert Verlag Wiesbaden)[9].

## Członek korpusu ekspertów
1. Narodowego Centrum Nauki
2. Narodowego Centrum Badań i Rozwoju
3. Państwowego Instytutu Badawczego OPI
4. Ministerstwa Nauki i Szkolnictwa Wyższego.

## Najważniejsze publikacje (tylko książki)[10]
1. Kierunki rozwoju rocznikarstwa w państwie zakonu niemieckiego, Toruń 1990.
2. Dziejopisarstwo w klasztorze cysterskim w Oliwie na tle porównawczym, Gdańsk 1990.
3. Corpus Inscriptionum Poloniae, T. 9, Województwo olsztyńskie, z.1, Lubawa i okolice Toruń 1995.
4. (Wyd.) Die Geschichtsschreibung in Mitteleuropa, Subsidia historiographica, Bd.1, Toruń 1999.
5. Studien über die Ordensgeschichtsschreibung am Beispiel Preußens, Subsidia historiographica, Bd.2, Toruń 2000.
6. Kronika Piotra z Dusburga. Szkic źródłoznawczy, Toruń 2003.
7. Piotr z Dusburga, Kronika ziemi pruskiej, tł. i kom. z S. Wyszomirskim, Toruń 2004.
8. (Wyd. z R. Schieffer) Die Hofgeschichtsschreibung im mittelalterlichen Europa, Subsidia historiographica, Bd.3, Toruń 2006.
9. Petrus de Dusburgk, Chronica terre Prussiae, (wyd. z S. Wyszomirski), Monumenta Poloniae Historica, NS, Bd. XIII, Kraków 2007.
10. (Wyd. z S. Hartmann u. G. Volmann-Profe) Mittelalterliche Kultur und Literatur im Deutschordensstaat in Preussen: Leben und Nachleben, Sacra bella septentrionalia, t.1, Toruń 2008.
11. (Wyd. z P. Oliński) In memoriam honeremque Casimiri Jasiński, Scientiae auxiliaries historiae, t.1, Toruń 2010.
12. (Wyd. z K. Obremski), Recepcja kultury średniowiecznej w humanistyce, Mediaevalia, t.1, Toruń 2010.
13. Kronika tzw. Galla Anonima. Historyczne (monastyczne i genealogiczne) oraz geograficzne konteksty powstania, Scientiae auxiliaries historiae, t.1, Toruń 2011.
14. (Ed.) Sacred space in the state of the Teutonic Order in Prussia, Sacra bella Septentrionalia, t. II, Toruń 2013
15. (Ed.) The cinematic discourse on the Middle Ages (in Central Europe and beyond), Spatia Mediaevalia (Studies in the perception of medieval culture), t.2, Toruń 2015[11]